# 谢林点
谢林点（英語：Schelling point），又译为薛林点，或称为聚焦点（英語：Focal point），是博弈论中人们在没有沟通的情况下的选择倾向，做出这一选择可能因为它看起来自然、特别、或者与选择者有关。美国诺贝尔奖获得者托马斯·谢林于1960年在《冲突的策略》一书中提出該概念。在该书中，谢林描述“每个人期望的聚焦点是他人期望他本人期望被期望做出的选择。”这种概念后来以谢林的名字命名。
例如：两个独立不能交流的人，都被要求从四个球中选择一个，当且仅当两人选中同一个球则获得奖励。四个球中三个是蓝色的，一个是红色的。假设两个人对对方一无所知，但又都希望得奖，那么他们基本上一定会选择红色的球。当然，红色的球并不比蓝色的球好，他们如果都选中一个蓝色的球一样可以得奖，而且仅仅当一个人知道另一个人也选择了红球才应该去选择红球（当然这种情况不可能发生）。但是红球是最保险，也最明显的球，事实上在这种情况下绝大多数人会选择红球。
谢林通过以下的例子阐述这一概念：
假设明天你要在纽约跟一个陌生人见面，你会选择什么时间和什么地点？这是一个协调博弈问题，其中任何时间任何地点都平等。谢林询问了一些学生，发现绝大多数的回答是“中午在纽约中央车站”。没有什么因素使“纽约中央车站”成为更好的地点（任何一个酒吧，或者图书馆阅读室都可以用于约定见面），但纽约的文化传统提高了中央车站的保险系数，从而使其成为一个自然的“谢林点”。